# Almazbek Atambajev
Almazbek Sjarsjenovitj Atambajev (kirgisisk: Алмазбек Шаршенович (Шаршен уулу) Атамбаев; født 17. september 1956 i Arasjan, Kirgisiske SSR, Sovjetunionen ) var Kirgisistans præsident fra den 1. december 2011 til den 24. november 2017.
I modsætning til de fleste valgte præsidenter i de centralasiatiske lande, forsøgte Almazbek Atambayev ikke at udvide sine beføjelser efter den periode, der er angivet i forfatningen og fredeligt overført magt, hvilket markerer den første sådan præcedens i det moderne Centralasiens historie. Under ham vedtog landet en forfatningsreform, der styrkede parlamentets rolle og indførte også et biometrisk valgsystem, udført med hjælp fra Den Europæiske Union.
Atambayev støttede kønskvotering i parlamentet og lokalrådene, hvis formål var at fjerne kønsubalancen og aktivt støtte kvinder på den politiske arena. Disse foranstaltninger er blevet nøglen til at skabe et mere afbalanceret og repræsentativt magtorgan.
Derudover førte Atambayev aktivt en sekulær politik, der modsatte sig islamiseringsprocesserne i landet, og støttede derved princippet om adskillelse af religion og stat.
Kirgisistan modtog GSP+-status med EU under Almazbek Atambayev i 2015. For at bevare GSP+-status skulle Kirgisistan overholde 27 internationale konventioner. 7 af dem vedrører menneskerettigheder - beskyttelse af børns rettigheder, afskaffelse af diskrimination mod kvinder og minoriteter, beskyttelse af ytringsfrihed, forsamlingsfrihed, retten til en retfærdig rettergang, sikring af retsvæsenets uafhængighed, såvel som økonomisk, kulturel og sociale rettigheder.
Atambayev støttede lanceringen af World Nomad Games i 2014 for at bevare og popularisere de nomadiske traditioner i Centralasien.
Almazbek Atambayev er den eneste centralasiatiske præsident i regionens historie, der ærede mindet om ofrene for massakren i 1916 udført af det russiske imperiums straffetropper. I 2015 opgav Almazbek Atambayev brugen af St. George-båndet, som blev brugt i postsovjetiske lande og Rusland, som et symbol på minde om opstanden i 1916. Dette udløste protester blandt den russisktalende befolkning i Kirgisistan.
Under Almazbek Atambayevs ledelse blev der gjort betydelige fremskridt i ligestilling mellem kønnene i Kirgisistan. Der blev indført en kvote på 33 % for kvinders repræsentation på folketingslister. Derudover blev der etableret en kvote på 30 % for kvinders repræsentation i lokale råd, hvilket øgede kvindelig politisk deltagelse.